# Кантегир
Кантеги́р (хак. Хан-Тигір) — сибирская река в Тыве, Хакасии и (большей частью) Красноярском крае, левый приток Енисея. Впадает в Саяно-Шушенское водохранилище. Длина реки — 209 км. Площадь водосборного бассейна — 5400 км².
Кантегир начинается на северных склонах хребта Сайлыг-Хем-Тайга. Горы верхнего Кантегира сильно изрезаны притоками и сухими падями со следами весенних водотоков. Верхний Кантегир течёт в зоне чёрнохвойной тайги. От устья реки Ара-Сук хвойная порода сменяется берёзой и осиной. Южные склоны гор иногда безлесны, с редкой сухой травой. Тайга верховий и среднего течения реки труднодоступна, почти непроходима. Долина Кантегира на всем протяжении стиснута горами до 100—200 м и расширяется до 1,5 км только в местах впадения основных притоков. Склоны долины круты, со скальными выходами гранитов, глинистых сланцев, песчаников. Многие хребты вдоль реки увенчаны острыми вершинами. У подножия скал — острые каменные осыпи..
Кантегир популярен у туристов-водников. После затопления в конце 1970-х нескольких порогов при наполнении Саяно-Шушенского водохранилища река относится к 3 категории сложности. В районе верховьев реки проходит автомобильная дорога А161 Абаза — Ак-Довурак. После устья, в Саяно-Шушенском водохранилище, есть водное сообщение: можно на катере добраться до дороги, идущей к Саянской ГЭС.

## Притоки
км от устья
- 17 км: Таловка
- Малый Чисплет
- 24 км: Орасуг (Ора-Сук)
- 37 км: Талсуг (Тал-Сук)
- 60 км: Казанашка
- 61 км: Инсуг (Инь-Сук)
- 67 км: Такмагаш
- 73 км: Большая Лукая
- 81 км: Ататах
- 95 км: Аксаяк (руч. Лев. Ак-Саяк, Лев. Ак-Саяк)
- 104 км: ручей Колган
- 113 км: Большой Карбай
- 117 км: Малый Карбай
- 124 км: Красная Речка
- 133 км: Тасля
- 144 км: река без названия
- 149 км: Ары-Хем
- 151 км: Чинчилиг (Чинчилыг)
- 157 км: река без названия
- 162 км: Кара-Хол
- 164 км: Кучун (Кара-Кара-Суг)
- 173 км: Самбыл

## Данные водного реестра
По данным государственного водного реестра России относится к Енисейскому бассейновому округу. Речной бассейн реки — Енисей, речной подбассейн реки — Енисей между слиянием Большого и Малого Енисея и впадением Ангары, водохозяйственный участок реки — Енисей от истока до Саяно-Шушенского гидроузла.